# Un safari en folie !
Pour plus de détails, voir Fiche technique et Distribution.
Un safari en folie ! est un film danois réalisé par Martin Miehe-Renard (da) sorti en 2013.

## Synopsis
Un couple et leurs cinq enfants : Amélie, Jan, Michael, Pauline et « Blop » visitent un zoo « l'arche de Noé ». Ce zoo a installé une clinique vétérinaire dans une réserve en Afrique, pour lutter contre le braconnage, soigner des animaux blessés et sauver ceux menacés d'extinction. Le zoo propose de participer à un tirage au sort pour gagner un voyage et un séjour dans le parc en Afrique. Amélie remplit les billets de participation. Les parents ne pouvant pas participer à ce voyage à cause de leur travail, lui disent de jeter les billets. Un des tickets tombe à côté de la poubelle. Un éboueur le ramasse.
Irène Flinth, célibataire acariâtre, est la voisine de la famille. Elle reçoit chez elle sa nièce Julie pendant les vacances. Jan est amoureux transi de Julie. Elle apprécie l'intérêt qu'il a pour elle. Un essaim de guêpes est accroché à la maison de Madame Flinth. Les enfants l'ayant entendu dire qu'elle a prévu de le faire détruire le lendemain, essayent de sauver les guêpes. Madame Flinth les surprenant, reçoit l'essaim sur elle et se fait gravement piquer.
Le professeur Erik Lund rend visite à sa sœur. Il est célibataire, spécialiste de psychologie enfantine, très apprécié par ses neveux et nièces. Dans la rue, il croise Julie et Madame Flinth qui est défigurée par les piqures de guêpe. Elles partent en voyage au loin jusqu'à la fin des vacances. Madame Flinth, exaspérée par les enfants, veut se reposer au calme.
Les enfants exultent de joie en apprenant qu'ils ont gagné au tirage au sort. Les parents ne pouvant pas participer au voyage, les enfants insistent pour que leur oncle Erik les accompagne en Afrique. Il est réticent, car il a peur des animaux sauvages, mais finit par céder.
Ils sont accueillis à l'aéroport par Nelson, un gardien du parc. En chemin à travers la réserve, les enfants admirent les animaux en liberté. Ils s'arrêtent révoltés devant le cadavre d'une antilope prise dans un piège de braconniers. Ils s'installent dans la pension à côté de la clinique. Les enfants se rendent au chevet des animaux et les soignent. La nuit, Pauline observe trois hommes qui embarquent sur un camion des cages contenant les animaux soignés à la clinique.
Le lendemain, Madame Flinth et Julie arrivent et s'installent. Madame Flinth est ravie de retrouver le professeur Lund. Mais quand elle découvre la présence des enfants, elle veut repartir immédiatement. Elles ne peuvent repartir que dans trois jours. En attendant, Julie rejoint les enfants à la clinique. Elle sympathise avec Jan.

## Fiche technique
- Titre : Un safari en folie !
- Titre original : Min søsters børn i Afrika
- Réalisation : Martin Miehe-Renard (da)
- Scénario : Ib Kastrup, Jørgen Kastrup, Martin Miehe-Renard, Michael Obel
- Sociétés de production : Obel Film, Thura Film
- Musique : Neill Solomon
- Photographie : Lars Reinholdt
- Montage : Gerd Tjur
- Costumes : Jane Whittaker
- Pays d'origine :  Danemark
- Langue de tournage : danois
- Format : couleurs
- Genres : Aventure, Comédie
- Durée : 80 minutes
- Dates de sortie[1] :
  -  Danemark : 31 janvier 2013
  -  Suède : 22 novembre 2013
  - en DVD : 3 juillet 2013
  - en VOD : 14 septembre 2014

## Distribution
- Peter Mygind : Professeur Erik Lund, célibataire, spécialiste de psychologie enfantine, oncle des enfants
- Mille Dinesen : Irène Flinth, célibataire acariâtre, voisine des enfants
- Clara Rugaard : Julie, nièce de Madame Flinth
- Thomas Levin (da) : John
- Robert Hansen (da) : Leif
- Mathilde Høgh Kølben (da) : Amélie
- Ditte Hansen (da) : La mère
- Troels Malling Thaarup (da) : Le père
- Vibeke Hastrup (da) : La directrice du zoo
- Lasse Guldberg Kamper : Michael
- Frida Luna Roswall Mattson : Pauline
- Sebastian Kronby : Jan, amoureux de Julie
- Rumle Risom : Albert « Blop », le benjamin de la fratrie
- Vicky Brooker : La vétérinaire
- Josef W. Nielsen : Nelson, un gardien du parc
- Momelezi V. Ntshiba : Tshombe

## Production

### Lieux de tournage
Le film a été tourné en Afrique du Sud.

## Distinctions

### Nominations
- 2014 : Children KinoFest (en) : Meilleur film pour Martin Miehe-Renard (da).
- 2014 : Roberts : Meilleure comédie.